# Plaza Huincul
Plaza Huincul – miasto w Argentynie, w prowincji Neuquén, w departamencie Confluencia.
Według danych szacunkowych na rok 2010 miejscowość liczyła 13 172 mieszkańców.